# Paternoster (Südafrika)

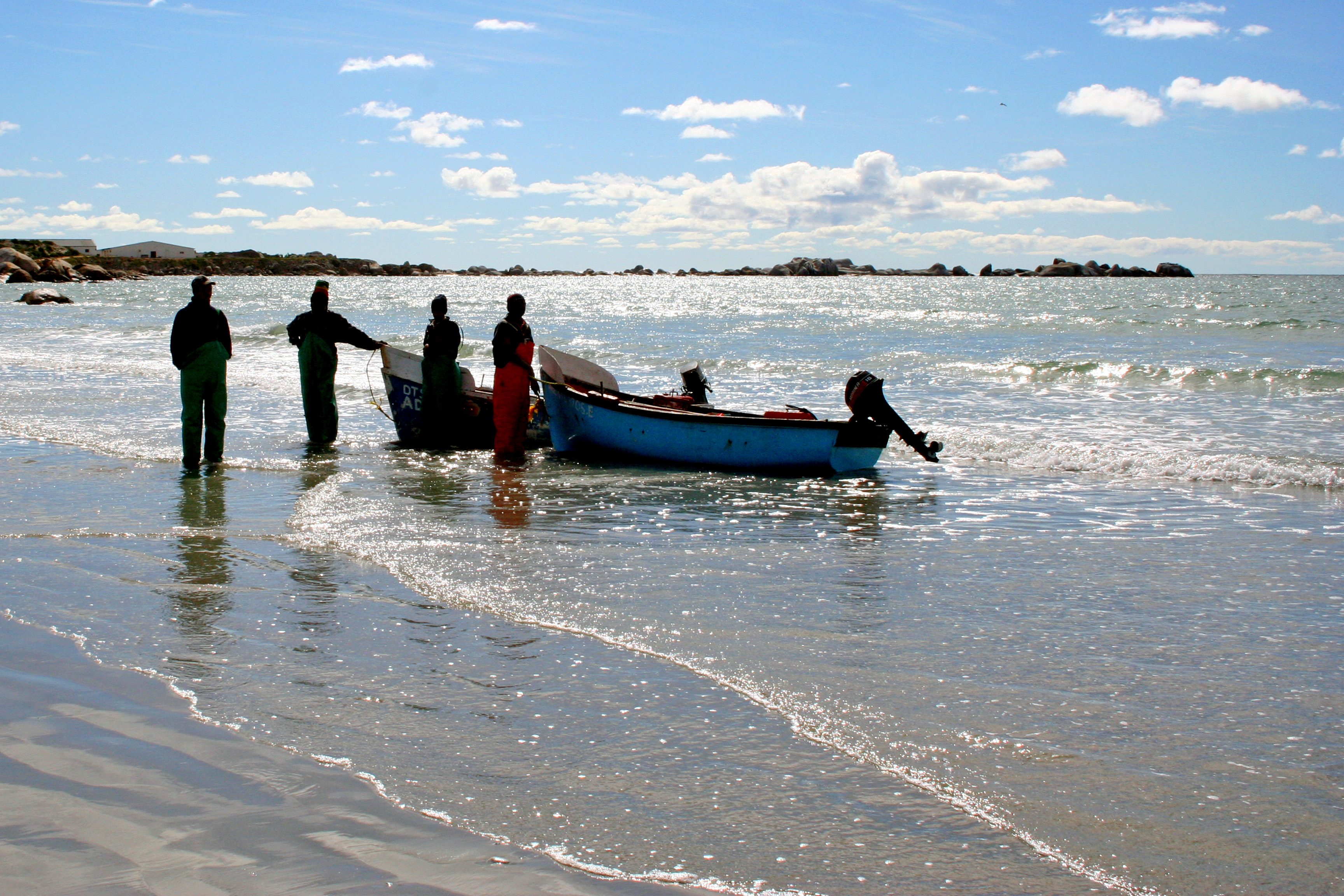
Fischer verkauft seinen Tagesfang am Strand von Paternoster

Paternoster ist ein Fischerdorf in der Lokalgemeinde Saldanha Bay an der Westküste der südafrikanischen Provinz Westkap. In der Nähe befindet sich das Kap Columbine.
Der Ort soll seinen lateinischen Namen Pater Noster (deutsch „Vater unser“) erhalten haben, weil die katholischen, portugiesischen Seefahrer sich mit einem „Stoßgebet“ bedankten, als sie hier das sichere Land erreichten, nachdem ihr Schiff gesunken war. Die Lokalität ist auf alten Landkarten als „St Martin’s Paternoster“ eingetragen. Andere Erklärungsversuche verweisen auf einen bestimmten Angelhaken, der beim Fischen auf größere Fischschwärme benutzt wird, oder auf den Namen eines niederländischen Schiffes.

## Bevölkerung
2011 hatte der Ort 1971 Einwohner in 511 Haushalten. Rund 90 Prozent der Einwohner des Dorfes sind Khoikhoi, die hauptsächlich von der Fischerei leben. Die vorherrschende Sprache ist Afrikaans.

## Wirtschaft
Der Ort liegt am Atlantik. Traditionelle Haupteinnahmequelle ist die Hummer- und Seehechtfischerei (Merluccius capensis) zwischen November und April, ebenso wie das Fischen von Flusskrebsen. Paternoster ist ein ruhiger Touristenort. Neben den neu gebauten Ferienhäusern, die insbesondere von Kapstädtern am Wochenende bewohnt sind, prägen viele weiß verputzte Fischerhäuser, von denen manche ebenfalls touristisch genutzt werden, das Bild des Dorfes. Im Dorf finden sich viele Übernachtungsmöglichkeiten, Restaurants, Kunstgalerien und Geschäfte, die verschiedenes Kunsthandwerk anbieten. Fischer legen mit ihren Booten am Strand an und verkaufen ihren Fang. Der Strand erstreckt sich entlang der Paternoster Bay und wird im Süden von großen, abgerundeten Felsblöcken begrenzt.

## Sehenswürdigkeiten
Im nahe gelegenen Cape Columbine Nature Reserve kann man Seevögel beobachten und besonders im Frühling viele Blüten endemischer Pflanzen sehen. Hier steht auch der Cape-Columbine-Leuchtturm. Er wurde 1936 erbaut und ist einer der wichtigsten Orientierungspunkte für Schiffe an der Westküste Südafrikas. Übernachtungsmöglichkeiten und Führungen in die Turmspitze werden angeboten.